# Мистецтво української діаспори
Загалом українська діаспора впродовж ХХ ст. допомагала зберігати ідентичність українців та зараз є складовою української національної культури. Українці за межами своєї держави часто підтримують один одного та не тільки не дозволяють «зникнути» своїй культурі, а й допомагають розвинути та зберегти культурні особливості своєї країни.

## Представники

### Скульптура

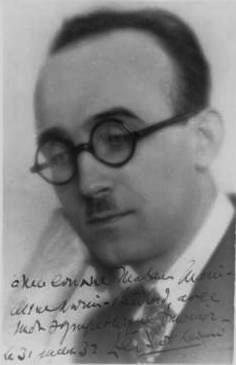
Леонід Молодожанин (псевдонім Лео Мол, англ. Leo Mol)

Леонід Молодожанин (Leo Mol) академік Королівської Канадської академії мистецтв. Його роботи виставлені в багатьох країнах, таких як Америка, Ватикан, Німеччина. Він створив пам'ятник Шевченку у Вашингтоні та Буенос-Айресі. Також в Канаді є парк його скульптур, де перша скульптура, яку бачать відвідувачі це чоловік в гуцульському вбранні та з трембітою у руках. Сам скульптор в 1992 та 2007 роках передав Національному музею імені Т. Шевченка в Києві частину своїх робіт.
Ще одним відомим скульптором українського походження є Олександр Архипенко, який також є одним з основоположників кубізму в скульптурі. Його діяльність мала великий вплив на архітектуру та дизайн в західних країнах.

### Живопис
Олександра Естер- художниця українського походження, яскрава представниця кубізму та футуризму. Жила в Києві більше 35 років свого життя. Вела активну діяльність в кіно та театрі, де створювала костюми та декорації. Також була засновницею стилю арт-деко.
Соня Делоне — художниця, яка була однією з засновників орфізму (рух кольору в світлі). Займалася не тільки писанням картин, а ще розробляла дизайн одягу, та театральних костюмів, створювала ілюстрації для книг, займалась ткацтвом килимів. Також це перша жінка художниця, яка була вдостоєна виставки в Луврі.
Також серед українців, які представляли живопис за межами країни є:
- А. Маневич
- В. Хмельнюк
- Я.Гніздовський (роботи якого висіли в кабінеті президента США Джона Кеннеді в Білому Домі)
- А. Сологуб
- М. Андрієнко
- М. Левоцький
- О. Мазурик

Цікавий факт всесвітньо відомий Енді Воргол також мав українське походження.

### Музика
Олександр Кошиця- хоровий диригент, композитора та вчений етнограф. Ім'я цього діяча українського походження довгий час було в Україні заборонене. Створена ним хорова капела здійснила навіть світове турне з виступами в Європі, Північній та Південній Америках.
Серед таких же заборонених композиторів в Україні були:
- М. Гайворонський
- А. Гнатишин
- І. Соневицький
- М. Федорів

Квітка Цісик співачка, яка в Америці видала два україномовних альбоми "Пісні України " та «Два кольори». В результаті вони були номіновані на премію Греммі.
Також серед відомих музикантів були:
- Г. Китастий
- В. Єменець
- З. Штокало

1. ↑  Мистецтво української діаспори - Підручник з Мистецтва. 10 (11) клас. Гайдамака - Нова програма. uahistory.co (укр.). Процитовано 20 травня 2022.
2. ↑  Мол Лео. Бібліотека українського мистецтва (укр.). Архів оригіналу за 17 червня 2021. Процитовано 20 травня 2022.
3. ↑  Олександр Архипенко: Як митець з України перевернув уявлення про скульптуру — Локальна історія. localhistory.org.ua (укр.). Архів оригіналу за 3 червня 2022. Процитовано 20 травня 2022.
4. ↑  ОЛЕКСАНДРА ЕКСТЕР. rodovid.net (укр.). Архів оригіналу за 20 вересня 2021. Процитовано 20 травня 2022.
5. ↑  Кошиць Олександр Антонович — Енциклопедія Сучасної України. esu.com.ua. Архів оригіналу за 20 травня 2022. Процитовано 20 травня 2022.